# Паса-Куатру
Паса-Куатру (порт. Passa Quatro) — муниципалитет в Бразилии, входит в штат Минас-Жерайс. Составная часть мезорегиона Юг и юго-запад штата Минас-Жерайс. Входит в экономико-статистический микрорегион Сан-Лоренсу. Население составляет 15 924 человека на 2006 год. Занимает площадь 276,568 км². Плотность населения — 57,6 чел./км².
Праздник города — 19 января.

## История
Город основан 1 сентября 1888 года.

## Статистика
- Валовой внутренний продукт на 2003 год составляет 102 397 960,00 реалов (данные: Бразильский институт географии и статистики).
- Валовой внутренний продукт на душу населения на 2003 год составляет 6634,57 реалов (данные: Бразильский институт географии и статистики).
- Индекс развития человеческого потенциала на 2000 год составляет 0,777 (данные: Программа развития ООН).

## География
Климат местности: горный тропический. В соответствии с классификацией Кёппена, климат относится к категории Cwb.

## Галерея

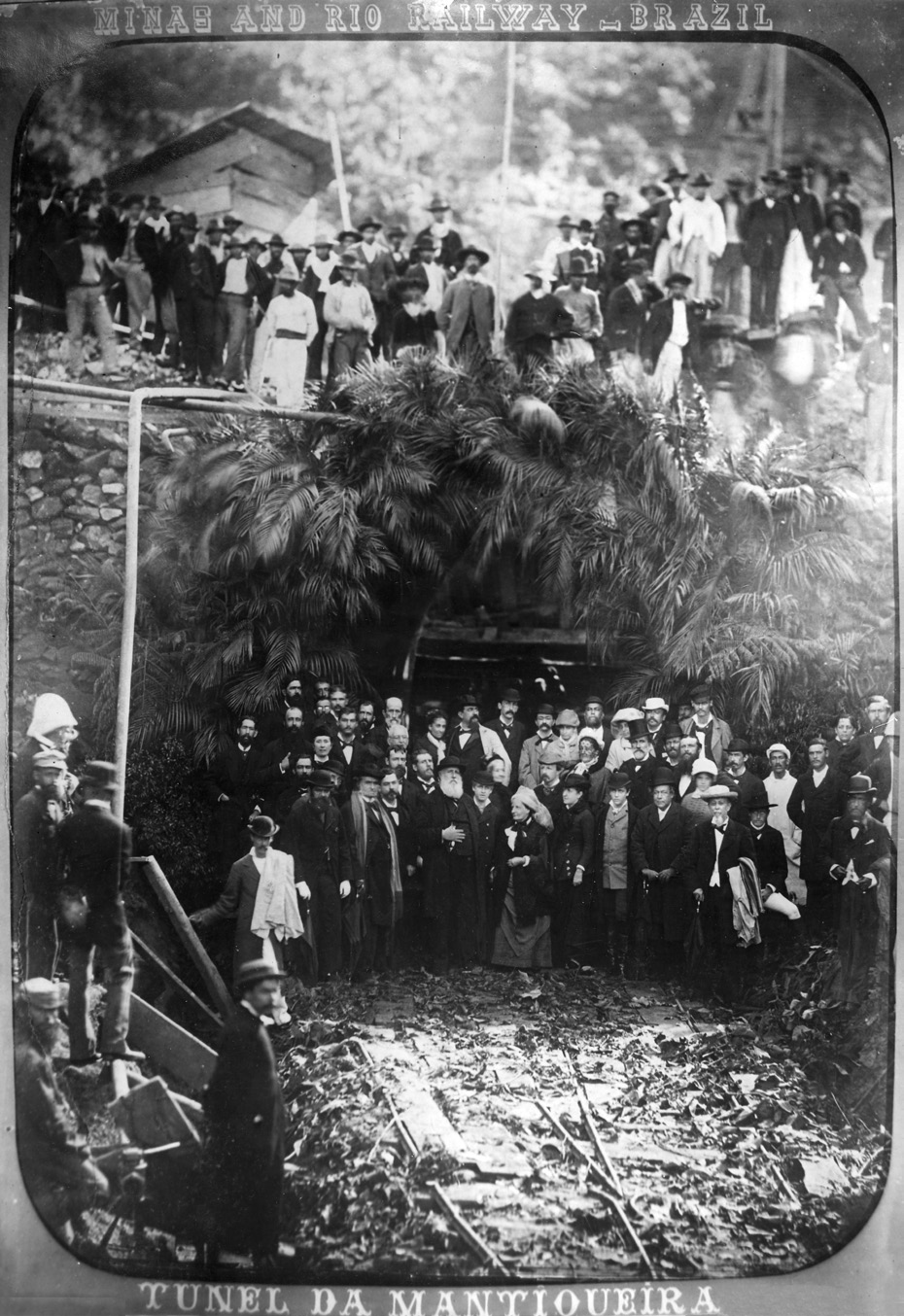
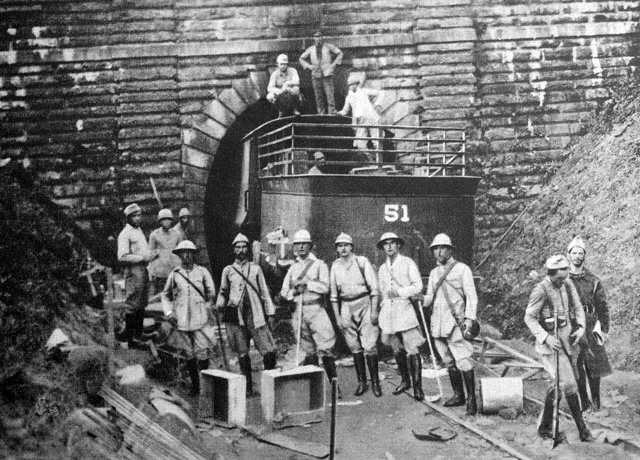
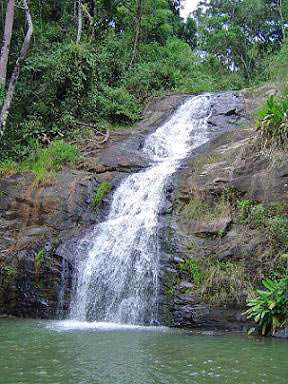
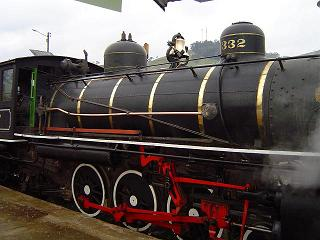
Вокзал
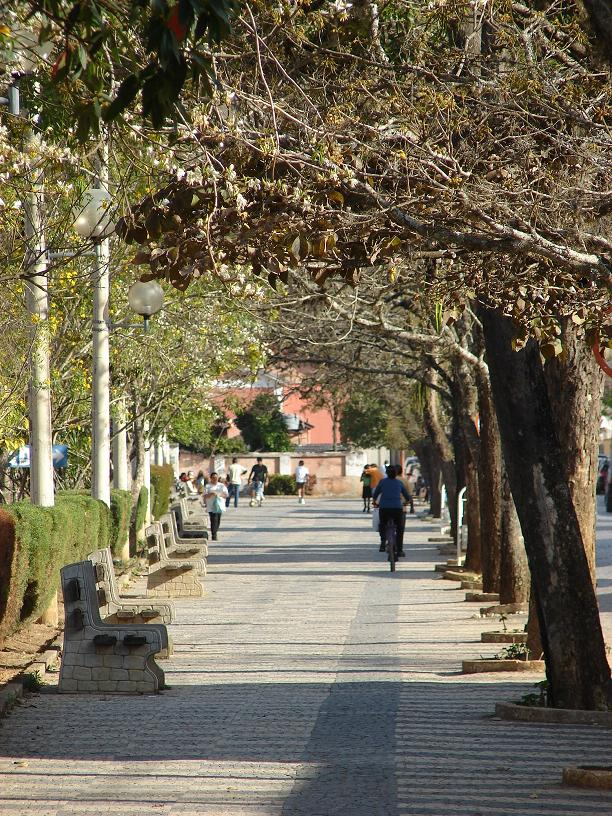
Вокзал
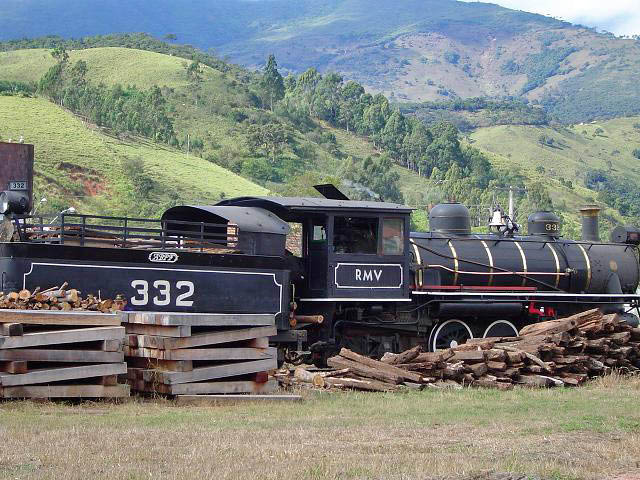
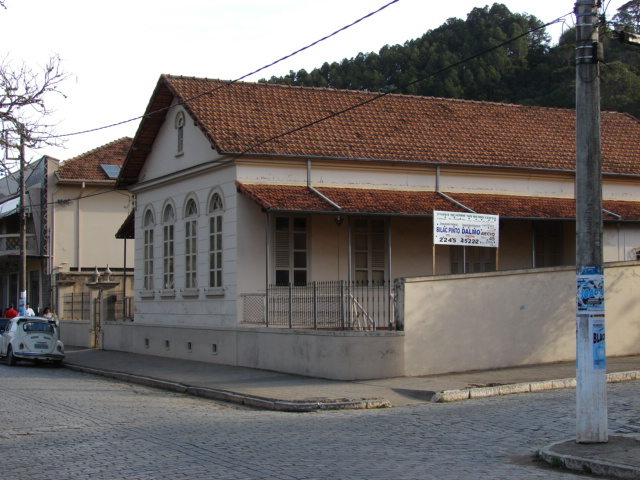